# Türkische Botschaft Nord-Nikosia
Die Türkische Botschaft Nord-Nikosia (offiziell: Botschaft der Republik Türkei Nord-Nikosia; Türkiye Cumhuriyeti Lefkoşa Büyükelçiliği oder T.C. Lefkoşa Büyükelçiliği) ist die höchste diplomatische Vertretung der Republik Türkei in der Türkischen Republik Nordzypern. Seit 2015 residiert Derya Kanbay als Botschafter der Republik Türkei in dem Botschaftsgebäude.
Die Botschaft war bis 1978 etwa 100 Meter vom heutigen Grenzübergang Ledra Palace entfernt. Seit 1978 ist die Botschaft in einem Gebäude gegenüber der Versammlung der Republik auf einem Gebiet von etwa 8,5 Hektar.